# Sonja's goed nieuws show
Sonja's goed nieuws show was een praatprogramma, gepresenteerd door Sonja Barend, dat tussen 1977 en 1981 door de VARA werd uitgezonden.

## Achtergrond
Vanaf 1977 presenteerde Sonja Barend haar eigen praatprogramma, Sonja's goed nieuws show. De eerste aflevering was op vrijdag 18 november 1977.Ellen Blazer was haar vaste regisseuse. Het eerste seizoen werd er wekelijks uitgezonden maar duurde het seizoen maar kort, in de latere seizoenen werd er tweewekelijks uitgezonden en duurde de seizoenen langer.
Aanvankelijk was het de bedoeling dat er alleen over de positieve kanten van het nieuws zou worden gesproken en er alleen onderwerpen aan de orde zouden komen die als 'goed nieuws' konden worden bestempeld. Dit concept verwaterde echter in de loop der jaren en bij gebrek aan echt goed nieuws, of als er belangrijk slecht nieuws was, kwamen er regelmatig onderwerpen aan de orde die zelfs als 'slecht nieuws' zouden kunnen worden bestempeld. In 1980 kwam het in het programma zelfs tot een verbale confrontatie tussen voor en tegenstanders van de film Spetters van Paul Verhoeven. Daarom veranderde het concept van het programma in het seizoen 1981-1982 en veranderde de titel na 63 afleveringen daarmee in Sonja op maandag, gevolgd door Sonja op... alle overige dagen van de week. Dat de dag van uitzending herhaaldelijk veranderde had te maken met het jaarlijks (op 1 oktober) wisselen van de vaste avonden van de A-omroepen. Voortaan konden alle onderwerpen worden besproken.
Het programma werd rechtstreeks met publiek uitgezonden vanuit Amsterdam, onder meer vanuit theater De Meervaart, en was soms spraakmakend, zowel door de gasten als de gastvrouw. Barends afsluitende opmerking "Voor straks, lekker slapen en morgen gezond weer op" werd een begrip, net als het hilarische telefoongesprek aan het eind van het programma met het Paul Haenen-typetje Margreet Dolman, die op eigenzinnige wijze haar mening over het programma gaf.

## Bron
- beeldengeluidwiki.nl (CC-BY-SA), van gebruiker Bvspall, geraadpleegd op 2 augustus 2010